# Veprius mendozanus
Veprius mendozanus är en tvåvingeart som först beskrevs av Günther Enderlein 1925.  Veprius mendozanus ingår i släktet Veprius och familjen bromsar. Inga underarter finns listade i Catalogue of Life.